# Atlético Junior
Club Deportivo Popular Junior F.C.S.A., även känd under sitt tidigare officiella namn Atlético Junior och som Junior de Barranquilla, vanligen känd som endast Junior, är ett colombianskt fotbollslag från staden Barranquilla. Klubben grundades 1924 och spelar på Estadio Metropolitano som tar 49 612 åskådare vid fullsatt.

## Meriter
- Colombianska mästare: 9 vinster:
  - 1977, 1980, 1993, 1995, 2004-F, 2010-A, 2011-F, 2018-F, 2019-A

- Copa Colombia: 2 vinster:
  - 2015, 2017

- Superliga de Colombia: 2 vinster:
  - 2019, 2020